# Théorème de monodromie

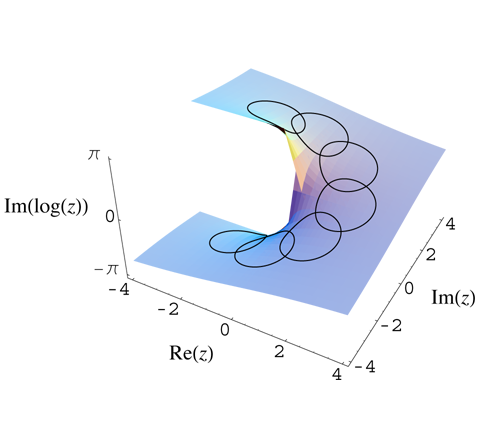
Poursuite analytique le long d'une courbe du logarithme naturel (seule la partie imaginaire du logarithme est représentée).

Le théorème de monodromie est un outil puissant d'analyse complexe pour étendre une propriété locale (de germes) à une propriété globale (de fonction). On l'utilise par exemple dans certaines preuves des théorèmes de Picard pour inverser globalement la fonction j (invariant modulaire) aux points où sa dérivée est non nulle, alors que l'inversion n'est a priori que locale.

## Théorème de monodromie
Soit U ouvert connexe de ℂ, {\displaystyle a,b\in U}. Soit {\displaystyle \alpha =(a,\tau _{a}f)} un germe de fonction analytique prolongeable le long de tout chemin dans U issu de {\displaystyle a}. 
Si {\displaystyle \gamma _{1},\gamma _{2}} sont deux chemins homotopes dans U reliant {\displaystyle a} et {\displaystyle b} 
alors ils aboutissent sur un même germe {\displaystyle \beta }.
De plus, si U est simplement connexe, il existe une fonction analytique sur U dont le germe en {\displaystyle a} est {\displaystyle \alpha }.

## Exemple 1
On prend
{\displaystyle U=\mathbb {C} ^{*},~a=1{\text{ et }}\alpha =\left(1,\sum _{n=1}^{\infty }{\frac {(-1)^{n+1}}{n}}(z-1)^{n}\right).}
On aura reconnu la série de la détermination principale du logarithme sur D(1, 1). 
Le germe se prolonge le long de tout chemin de ℂ* par la formule :
{\displaystyle \int \limits _{\gamma }{\frac {{\rm {d}}w}{w}}.}
D'après le théorème de monodromie, on en déduit que si deux chemins γ et δ sont homotopes dans ℂ*, ils aboutissent au même germe du logarithme.
L'homotopie des chemins se lit géométriquement : « le lacet γ – δ n'entoure pas le point 0 ».
En revanche si les chemins ne sont pas homotopes, on voit facilement que les germes sont distincts dans ce cas : le logarithme principal a une discontinuité de 2iπ à la traversée de la demi-droite réelle négative.

## Exemple 2
Bien sûr, la simple connexité de U n'est pas une condition nécessaire : avec
{\displaystyle U=\mathbb {C} \setminus \lbrace 1\rbrace ,~a=0{\text{ et }}\alpha =\left(0,\sum _{k\in \mathbb {N} }z^{k}\right),}
on reconnaît la série géométrique ; elle converge uniformément sur les compacts de D(0, 1) vers {\displaystyle f:z\mapsto {\frac {1}{1-z}}}. Alors {\displaystyle f} est analytique sur U et prolonge le germe {\displaystyle \alpha } sans pour autant que U soit simplement connexe.